# Öszvérszarvas
Az öszvérszarvas vagy füles amerikai szarvas (Odocoileus hemionus) az emlősök (Mammalia) osztályának párosujjú patások (Artiodactyla) rendjébe, ezen belül a szarvasfélék (Cervidae) családjába és az őzformák (Capreolinae) alcsaládjába tartozó faj.

## Előfordulása
Kanada nyugati vidékein, az Amerikai Egyesült Államokban és Észak-Mexikóban él. Míg közeli rokona a fehérfarkú szarvas inkább a keleti partvidéken elterjedt faj, az öszvérszarvas elsősorban Észak-Amerika középső és nyugati vidékein honos. Az Amerikai Egyesült Államokban több mint 3 millió öszvérszarvas él. Argentínába betelepítették.

## Alfajai
Az öszvérszarvas alfajait két csoportra lehet osztani: az öszvérszarvasokra (sensu stricto) és a feketefarkú szarvasokra. Az első csoportba az O. h. columbianus és O. h. sitkensis alfajokon kívül az összes többi beletartozik. Ezt a két csoportot korábban külön fajokként tartották számon, de mivel kereszteződhetnek egymással, manapság egy fajba sorolják az összes alfajt. Az eddigi kutatások szerint az „igazi öszvérszarvas” a feketefarkú szarvasból fejlődött ki. Ennek ellenére a fehérfarkú szarvas és az öszvérszarvas mitokondriális DNS-e nagyon hasonló, de eltér a feketefarkú szarvasétól. Ez az egyoldalú és többszörös hibridizációnak a műve; azaz a hibrid példányok generációkon keresztül, csak az egyik szülőfajjal kereszteződtek. A két szarvasfaj közti hibridek a vadonban igen ritkák és nehezen azonosíthatóak - mivel a szülőállatok is hasonlítanak egymásra -, de Texas nyugati részén megfigyelhető néhány. Fogságban is alacsony a hibridek megmaradási rátája.
Egyes rendszerezők elismerték az O. h. crooki-t, mint az O. h. eremicus szinonimáját, mivel az előbbi taxon típuspéldánya nem egyéb, mint egy hibrid az öszvérszarvas és a fehérfarkú szarvas között; ennélfogva nem lehet önálló alfaj. Továbbá az O. h. inyoensis alfaji státuszát is megkérdőjelezték. Az O. h. cerrosensis és O. h. sheldoni taxonnevek, meglehet, hogy az O. h. eremicus vagy az O. h. peninsulae szinonimái.
A Mammal Species of the World harmadik kiadásában 10 alfaj van elismerve:
Az öszvérszarvas (sensu stricto) csoportja:
- Kaliforniai öszvérszarvas (Odocoileus hemionus californicus) Caton, 1876 - Kalifornia
- Cedros-szigeti öszvérszarvas (Odocoileus hemionus cerrosensis) Merriam, 1898 - Cedros-sziget, Mexikó
- Arizonai öszvérszarvas (Odocoileus hemionus eremicus) Mearns, 1897 - Arizona és Mexikó északnyugati része
- Déli öszvérszarvas (Odocoileus hemionus fuliginatus) Cowan, 1933 - Kalifornia déli része
- Öszvérszarvas (Odocoileus hemionus hemionus) Rafinesque, 1817 - Észak-Amerika középső és nyugati területei.
- Inyo öszvérszarvas (Odocoileus hemionus inyoensis) Cowan, 1933 - Kalifornia
- Félszigeti öszvérszarvas (Odocoileus hemionus peninsulae) Lydekker, 1898 - a Kaliforniai-félsziget
- Tiburon-szigeti öszvérszarvas (Odocoileus hemionus sheldoni) Goldman, 1939 - Tiburón-sziget, Mexikó

A feketefarkú szarvas csoportja:
- Brit Columbiai öszvérszarvas (Odocoileus hemionus columbianus) Richardson, 1829 - a kanadai Brit Columbiától délre Kalifornia állam északi részéig.
- Sitka öszvérszarvas (Odocoileus hemionus sitkensis) Merriam, 1898 - Brit Columbia nyugati, tengerparti területei és a környékbeli szigetek.

## Megjelenése

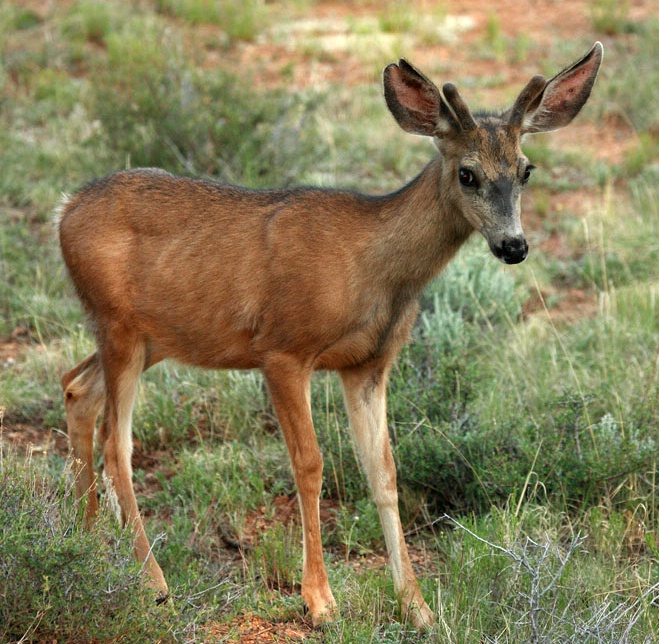
Egy fiatal példány

Testhossza 150-190 centiméter, farokhossza 20 centiméter, marmagassága 90 centiméter, agancsfesztávolsága 120 centiméter is lehet és testtömege 50-110 kilogramm. Agancsa viszonylag széles és többágú; január és március között ledobja. Az új agancs márciusban vagy áprilisban kezd nőni. Teljes kifejlettségét 7 éves korára éri el az állat. Pofája, nyaka, hasi része és fara fehéres, farka vége fekete. A test többi része szürkésbarna vagy szürkéssárga.

## Életmódja
Magányos életet él, télen alkalmi csapatokba verődik. Tápláléka fűfélék, sarjhajtások, mogyoró, gombák és zuzmó. Átlagosan, 10 évig él.

## Szaporodása
A párzási időszaka szeptember végétől november közepéig tart. A vemhesség 182-210 napig tart, ennek végén 1-2 utód jön a világra. Születésükkor a borjak pettyesek, 9 hónapos korukban nőni kezd az agancsuk.

## Rokon fajok
Legközelebbi rokona és az Odocoileus emlősnem másik faja, a fehérfarkú szarvas (Odocoileus virginianus).

### Fordítás
- Ez a szócikk részben vagy egészben  a   Mule deer című angol Wikipédia-szócikk ezen változatának fordításán alapul.  Az eredeti cikk szerkesztőit annak laptörténete sorolja fel. Ez a jelzés csupán a megfogalmazás eredetét és a szerzői jogokat jelzi, nem szolgál a cikkben szereplő információk forrásmegjelöléseként.